# Реслизумаб
Реслизумаб — лекарственный препарат, моноклональное антитело для лечения бронхиальной астмы. Одобрен для применения: ЕС, США (2016)
23 марта 2016 года FDA одобрило реслизумаб для использования с другими лекарствами от астмы для поддерживающего лечения тяжелой астмы у пациентов в возрасте 18 лет и старше. Реслизумаб одобрен для пациентов, у которых в анамнезе имеются тяжелые приступы астмы, несмотря на приём текущих лекарств от астмы.
23 июня 2016 года Европейское агентство лекарственных средств рекомендовало выдать разрешение на применение реслизумаба, предназначенного для дополнительного лечения взрослых пациентов с тяжелой эозинофильной астмой.

## Механизм действия
Связывается с IL-5

## Клинические исследования
Реслизумаб впервые был использован для лечения эозинофильной астмы в 2008 году. В клиническом исследовании II фазы, проведённом на 106 пациентах, было выявлено, что реслизумаб снижает количество эозинофилов в мокроте. Кроме того, у пациентов, получавших реслизумаб, отмечалось улучшение функции дыхательных путей, и наблюдалась общая тенденция к улучшению контроля астмы по сравнению с пациентами, получавшими плацебо. Крупное клиническое исследование III фазы, проведенное на 981 пациенте, показало, что реслизумаб улучшает функцию лёгких, контроль астмы. Эти результаты привели к одобрению препарата FDA 23 марта 2016 года.

## Показания
- дополнительная поддерживающая терапия бронхиальной астмы у пациентов с 18 лет[3]

## Противопоказания
- Гиперчувствительность

## Способ применения
- Внутривенная инфузия.